# کمان‌باله

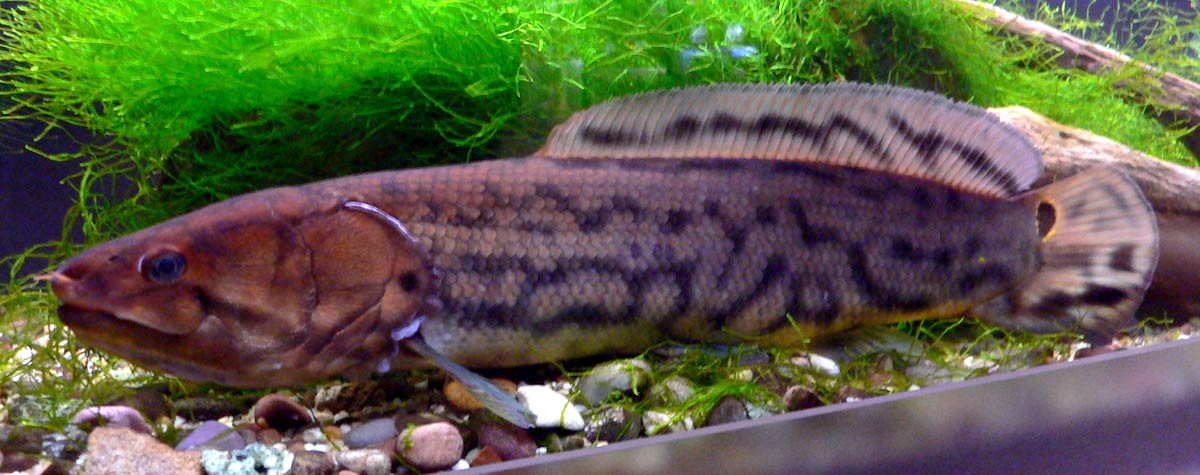
کمان‌باله در آکواریوم

کمان‌باله (نام علمی: Amia calva) از ماهیان آب شیرین بومی شرق آمریکای شمالی است. این ماهی، یگانه گونۀ برجای ماندهٔ ماهی‌های راستهٔ درازباله‌سانان Amiiformes است.
کمان‌باله توانایی تنفس هوا را دارد و برای تغذیه از ماهیان دیگر می‌خورد. کمان‌باله در آب‌های کم‌عمق و نیزارهای آبی کنار رودخانه‌ها و دریاچه‌ها زندگی می‌کند.